# Stor och Liten
Stor och Liten, i original Big & Small, är en brittisk tv-serie för barn i förskoleåldern, som visas på SVT Barnkanalen.

## Karaktärerna
- Stor, Big, en stor lila fluffig varelse med rosa fläckar på ryggen. Stor är lugn, kärleksfull och omtänksam.
- Liten, Small, en högljudd, otålig och intensiv liten orange varelse som bor ihop med Stor.
- Ronja, Ruby, en mus(-liknande varelse) med rött hår som gillar att sjunga. Bor i ett mushål i Stor och Litens hus.
- Misä ("Masken i Stors äpple"), Twi(t)ba ("The Worm in the Big Apple"), en mask med blont hår som bor i ett äpple i äppleträdet.
- Grodorna, The Frogs, två olikt grönfärgade grodor med slipsar och hattar som bor i trädgårdsdammen.
- T-rex, Stors gosedjur som liten är rädd för.